# CudaText
CudaText, von Bosnisch-Kroatisch-Serbisch-Montenegrinisch čuda („Wunder(werk)“, IPA: [ʧuda]), ist ein freier Text- und Quelltexteditor für mehrere verbreitete Betriebssysteme. CudaText ist der Nachfolger von SynWrite, dessen Entwicklung eingestellt wurde.

## Hauptprogramm
Das Hauptprogramm (ohne Erweiterungen) wurde in Object Pascal unter Lazarus programmiert, weswegen es sehr ressourcenschonend ist und nativ für FreeBSD, Linux, macOS und Windows verfügbar ist. Die Einstellungen werden in JSON-Dateien gespeichert, darunter eine für die Standardeinstellungen und eine andere für die benutzerdefinierten Einstellungen, die den Standardeinstellungen vorgezogen werden.

## Erweiterungssystem und Python
CudaText hat ein ähnliches Erweiterungssystem wie Sublime Text oder Atom. Es basiert auf Python (Version 3.7 mit Stand August 2018). Um von den Erweiterungen Gebrauch machen zu können, muss Python installiert sein. Mit dem Paket für macOS wird Python nicht mitgeliefert, sodass es gesondert heruntergeladen und installiert werden muss. Unter macOS wird Python mit 32-bit vorausgesetzt. Die Updatesuche von CudaText setzt ebenfalls Python voraus.

### Arten von Erweiterungen
CudaText kennt (mit Stand Juli 2018) 11 Arten von Erweiterungen:
- code tree icons
- file-type icons
- lexer
- linter
- plugin
- sidebar theme
- snippets
- color theme
- toolbar theme
- translation
- tree helper

### Beispiele

#### Plug-in: Sync_Scroll
Seit Juli 2018 verfügt CudaText über ein Sync-scroll-Plug-in. Dieses Plug-in erlaubt es, parallel durch zwei Textdateien zu scrollen, d. h., dass zwei Reiter in zwei horizontal oder vertikal getrennten Anzeigegruppen die Zeilen mit derselben Nummer anzeigen. Dieses Merkmal dient dem manuellen Vergleich zweier Dateien (manuelles diff) und ist für die manuelle Annotierung von linguistischen Parallelkorpora kaum verzichtbar.

#### Plug-in: Text_Statistics
Das Textstatistikplugin ist ein Werkzeug für Linguisten. Es zeigt die Anzahl der Zeilen, Wörter, Buchstaben und Zeichen sowie die 30 häufigsten Wörter und die Sätze mit n Wörtern an, also eine kompakte Statistik der Anzahl der Sätze mit 1 bis 9 Elementen.

## Leistungsmerkmale
- Syntaxhervorhebung für zahlreiche Sprachen: C, C++, Java, JavaScript, HTML, CSS, PHP, Python, Pascal, XML; es sind mehr als 160 Lexer verfügbar.
- Quelltextfaltung
- Quelltext als Baumstruktur
- Multi-Carets
- Multi-Auswahl
- Suchen/Ersetzen mit Regex
- Unterstützt zahlreiche Kodetabellen
- Einfache Autovervollständigung für einige Lexer (vordefinierte Liste)
- Erweiterbar mit Pythonplugins
- Befehlspalette (wie Sublime)
- Einstellungen in JSON
- Basiert auf der ATSynEdit-Engine
- Beinhaltet einen Hex-Viewer

### Merkmale für HTML/CSS
- Autovervollständigung für HTML und CSS
- HTML-Tag-Vervollständigung mit der Tabulatortaste (Snippets plugin)
- HTML-Farbkodeunterstreichung
- Bildanzeige (jpeg/png/bmp/ico)